# Paicu (okręg Călărași)
Paicu – wieś w Rumunii, w okręgu Călărași, w gminie Nicolae Bălcescu. W 2011 roku liczyła 128 mieszkańców.